# Trichopterna seculifera
Trichopterna seculifera (Denis, 1962) è un ragno appartenente alla famiglia Linyphiidae.

## Distribuzione
La specie è stata rinvenuta in Tanzania

## Tassonomia
Al 2012 non sono note sottospecie e non sono stati esaminati nuovi esemplari dal 1962.